# 金牛座CI
金牛座CI（CI Tauri）是一顆年齡只有約200萬年的年輕恆星，距離地球約500光年，在天球上位於金牛座。2016年，天文學家在該恆星旁發現一顆行星金牛座CIb（CI Tauri b），並在2018年宣布由恆星周圍的原行星盤內間隙觀測資料，可能發現了另外3顆行星。

## 金牛座CIb
金牛座CIb 的發現值得注意，因為該行星是熱木星，一般認為這類恆星要至少1000萬年形成，並且通常被認為無法再太過靠近母恆星的地方形成。金牛座CIb質量為木星的12倍，軌道周期9日。

## 2018年發現
天文學家使用阿塔卡馬大型毫米波/亞毫米波陣列對金牛座CI進行觀測以搜尋金牛座CIb的「兄弟姊妹」，並有一組天文學家發現在周圍的原行星盤內擁有三個明顯的間隙，而他們的理論模型顯示這些間隙是由其他3顆行星造成。3顆中可能存在的行星中，最外側的2顆行星的質量大約相當於土星，內側的質量則大約與金牛座CIb相等。其中兩顆新發現的行星位置與金牛座HL原行星盤中推論的位置相似。
如果這項發現得到證實，這將是這個年代所發現太陽系外行星系統中總質量最高的例子，並且行星分布範圍從距離母恆星最近到最遠相差約1000倍。